# 二つの勇気
「二つの勇気」（ふたつのゆうき）はAI-SACHIのシングル。

## 解説
事実上のラストシングル及びテレビ東京系「ハマラジャ」エンディング・テーマ。カップリングの「Winner」はプロデューサーの佐藤宣彦が作曲を担当していない唯一の曲である。

## 収録曲
1. 二つの勇気
作詞：さとうみかこ　作曲・編曲：佐藤宣彦
2. Winner
作詞・作曲・編曲：T2ya
3. 二つの勇気 (inst.)
4. Winner (inst.)